# Antonio Alzamendi
Antonio Alzamendi Casas (født 7. juni 1956 i Durazno, Uruguay) er en tidligere uruguayansk fodboldspiller, der som angriber på Uruguays landshold deltog ved to VM-slutrunder (1986 og 1990). Han var desuden med i to udgaver af Copa América. I alt nåede han at spille 31 kampe og score seks mål for landsholdet.
Alzamendi spillede på klubplan blandt andet for Nacional og Peñarol i hjemlandet, samt Independiente og River Plate i Argentina.
Alzamendi blev i 1986 kåret til Årets Fodboldspiller i Sydamerika.